# فیلیپ سوم، دوک بورگوندی
فیلیپِ سوّم ملقب به فیلیپ نیک (به فرانسوی: Philippe Le Bon) (زادهٔ ۳۱ ژوئیهٔ ۱۳۹۶ - درگذشتهٔ ۱۵ ژوئن ۱۴۶۷) دوک بورگوندی از ۱۴۱۹ تا ۱۴۶۷ بود. او یکی از مهمترین دوک‌های بورگوندی از دودمان والواها و بنیانگذار واقعی دوک‌نشین بورگوندی بود که در سدهٔ پانزدهم میلادی به رقیبی برای فرانسه بدل شد.

## زندگی
فیلیپ در ۱۳۹۶ در دیژون زاده شد. پدرش ژان بی‌باک، دوک بورگوندی و مادرش مارگارت باواریا بود. ژان در ۱۴۱۹ مورد سوءقصد قرار گرفت و کشته شد و فیلیپ که ۲۳ سال داشت به عنوان دوک جدید بورگوندی جانشین او شد. او نخست درصدد بود تا خود را از مسایل مربوط به فرانسه که منجر به کشته‌شدن پدرش گردید دور نگاه دارد با این حال او که دوفَن شارل (بعدتر شاه شارل هفتم) را مسئول قتل پدرش می‌دید در ۱۴۲۰ عهدنامه تروآ را با هنری پنجم، پادشاه انگلستان به امضا رساند و او را به‌عنوان وارث تاج و تخت فرانسه به رسمیت شناخت. همچنین به موجب این عهدنامه، فرانسه بین انگلستان، بورگوندی و دوفَن شارل که اینک از رسیدن به پادشاهی محروم شده بود تقسیم می‌شد. با این حال او به ندرت انگلستان را به طور جدی در حمله به فرانسه کمک می‌نمود و در ۱۴۳۵ نیز طی عهدنامهٔ جداگانه‌ای با فرانسه صلح کرد. او سپس نه تنها شارل را به عنوان پادشاه فرانسه به رسمیت شناخت، بلکه سخن او در ردِ دخالت داشتن در کشتن پدرش را نیز پذیرفت.

### توسعهٔ بورگوندی
فیلیپ هنوز هم نسبت به مسائل فرانسه بی‌علاقه بود و در مقابل در صدد توسعهٔ قلمروهای زیر فرمان خودش برآمد. او شخصیتی فرصت‌طلب و مهاجم داشت و تصمیم گرفت تا با حمله به همسایگان کوچک خود، سرزمین‌های آنان را به خاک خود بیفزاید. نامور در ۱۴۲۱ خریداری شد، انو در ۱۴۲۱ به دست ارتشیان بورگوندی افتاد، دوک‌نشین ثروتمند برابانت در ۱۴۳۰ فتح گردید و شهرستان‌های مرکب هلند بورگوندی و زیلند سرانجام پس از لشکرکشی‌های طولانی ۱۴۲۴ تا ۱۴۳۳ به دست دوک فیلیپ افتاد. اما بزرگترین دستاورد قلمرو گشایی فیلیپ سوم فتح دوک‌نشین لوکزامبورگ در ۱۴۴۳ بود. بدین ترتیب فیلیپ موفق شد تا یکی از قدرتمندترین کشورهای اروپایی را در اواخر دوران قرون وسطی به‌وجود آورد. او در عین‌حال یکی از صلیبیون سوگند خورده بود و ناوگانی را برای مقابله با ترکان عثمانی تدارک دید.

### دربار فیلیپ سوم
فیلیپ فردی نسبتاً ساده‌پوش بود با این حال او به پرکردن اطرافش با هر آنچه که تجملی و باشکوه بود علاقه داشت و همین امر سبب شد تا زندگی درباری پر از زرق و برق و تجملات در دوران او به اوج خود رسد. فیلیپ سوم بهترین هنرمندان روزگار خود را به‌کار گرفت تا درفش‌ها و پرچم‌های دم‌چلچله‌ای او را نقاشی کنند و کاخ‌ها و کالسکه‌هایش را بیارایند. او یان وان آیک نقاش را به پادشاهی پرتغال فرستاد تا با کشیدن نگاره‌ای از ایزابلا، دختر پادشاه پرتغال، با علایق او پیش از ازدواجشان آشنا شود. او همچنین سنگ‌تراشان و مجسمه‌سازانی را فرمان داد تا به کار بر روی آرامگاه‌های سلطنتی بپردازند و خود شخصاً نظارت بر گلدوزی پرده‌های نقش‌دار نفیس را برعهده گرفت.
فیلیپ همواره میزبان موسیقی‌دانان، جواهرسازان، طلاسازان و دیگر هنرمندان بود و داستان‌های خلاف عفتی که پس از شام بین او و درباریانش رد و بدل می‌شد در مجموعه‌ای با عنوان Les Cent Nouvelles Nouvelles یا «صد داستان کوتاه تازه» گردآوری گردید.

### خصوصیات شخصیتی
فیلیپ سوم مردی بود بلندقامت، استخوانی و خوش چهره، با صورتی لاغر و کشیده، پیشانی بلند، ابروهایی پرپشت و بینی برجسته. او در جوانی به شکار، تنیس، تیراندازی با کمان و نیزه‌بازی سواره علاقه داشت اما بعدتر به ساخت کفش‌های چوبی، ترمیم شیشه‌های شکسته و لحیم‌کردن چاقوهای شکسته علاقه‌مند شد. او معشوقه‌های زیادی داشت و از آنان صاحب فرزندان نامشروع بسیاری شد به نحوی که اسقفِ تورنه که خودش نیز یک نامشروع بود او را به خاطر آنچه که در کلیسا «سستی دربرابر بدن» نامیده می‌شد مورد انتقاد قرار داد. برخی از این فرزندان در دربار رشد یافتند و برخی دیگر به کلیسا سپرده شدند.

### مرگ
فیلیپ در ۱۴۶۷ در بروژ و احتمالاً بر اثر ابتلا به ذات‌الریه درگذشت.